# جابه‌جایی (رایانه)

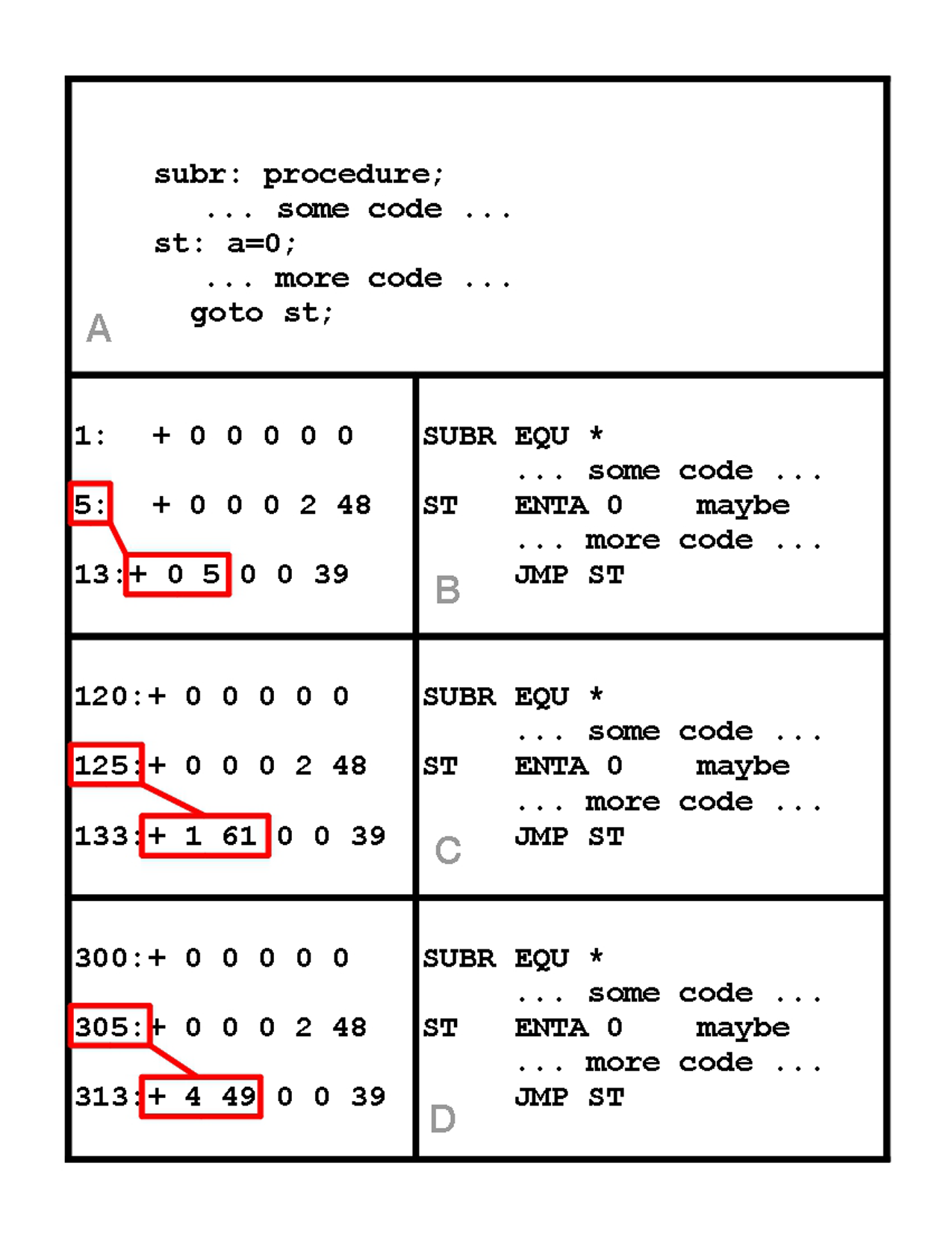
تصویرسازی جابجایی برنامه.

جابجایی فرایند اختصاص آدرس بارگذاری برای کدهای وابسته به موقعیت و داده‌های یک برنامه و تنظیم کد و داده برای بازگرداندن آدرس‌های اختصاص داده شده‌است. قبل از ظهور سیستم‌های چند پردازشی، و همچنین در بسیاری از سیستم‌های نهفته، آدرس‌های عناصر مطلق بودند و از یک مکان مشخص و اغلب صفر شروع می‌شدند. از آنجا که سیستم‌های چند پردازشی به صورت پویا بین برنامه‌ها جابه‌جا می‌شوند، جابه‌جایی اشیا با استفاده از کد مستقل از موقعیت، لازم بود. پیوند دهنده معمولاً قبل از اجرای برنامه، جابجایی را همراه با تفکیک نماد، فرایند جستجو در فایل‌ها و کتابخانه‌ها برای جایگزین کردن نمادها یا نام کتابخانه‌ها با آدرس‌های قابل استفاده واقعی در حافظه، انجام می‌دهد.
جابجایی معمولاً توسط پیوند دهنده در زمان پیوند انجام می‌شود، اما همچنین می‌تواند در زمان بارگذاری توسط یک لودر جابجایی یا در زمان اجرا توسط خود برنامه در حال اجرا انجام شود. برخی از طراحی‌ها با تغییر دادن اختصاص آدرس برای زمان اجرا، از جابجایی کامل جلوگیری می‌کنند. این به عنوان صفر حسابی آدرس شناخته شده است.